# Esther ter Horst
Esther ter Horst (Enschede, 25 maart 1978) is een Nederlands theatermaker en actrice.
Na de HAVO en het VWO in haar geboorteplaats te hebben doorlopen, heeft ze de Hogeschool voor de Kunsten Utrecht gedaan.
Ze speelde de rol van Monique (Monkie) Wildspieker in de Twentse televisieserie Van Jonge Leu en Oale Groond.
Naast haar rol in deze soap van RTV Oost is ze ook actief geweest voor deze regionale omroep als presentatrice van Toppers te paard, samen met Willie Oosterhuis en heeft ze theaterervaring.
Eind 2009 had ze een gastrol in Voetbalvrouwen als een medewerker van de thuiszorg.